# Zespół Szkół Technicznych w Toruniu
Zespół Szkół Technicznych w Toruniu – szkoła ponadpodstawowa założona w 1922 roku w Lesznie, w 1937 roku przeniesiona do Torunia. Siedziba szkoły znajduje się przy ul. Legionów 19/25.
Od 2014 roku dyrektorem szkoły jest Agnieszka Pryba.

## Historia
We wrześniu 1922 roku w Lesznie utworzono Państwowe Liceum Budowlane. W 1937 roku szkołę przeniesiono do Torunia. Podczas II wojny światowej szkoła była nieczynna. W 1945 roku szkołę reaktywowano. We wrześniu 1951 roku została przekształcona w Technikum Budowlane. W 1974 roku technik przekształcono w Zespół Szkół Budowlanych. 1 września 2003 roku połączono Zespół Szkół Budowlanych i Zespół Szkół Elektrycznych w Zespół Szkół Budowlanych i Elektrycznych w Toruniu. 1 września 2006 roku szkoła zmieniła nazwę na Zespół Szkół Technicznych.
W 2020 roku szkoła otrzymała tytuł najlepszej szkoły 49. edycji turnieju budowlanego „Złota Kielnia” oraz została laureatem „Srebrnej Tarczy 2020”, będącej rankingiem najlepszych liceów i techników w Polsce.

### Maltretowanie nauczyciela w 2003 roku
We wrześniu 2003 roku o Zespole Szkół Budowlanych w Toruniu było głośno w polskich mediach za sprawą opublikowania wideo, na którym kilku uczniów znęcało się nad nauczycielem języka angielskiego. Podczas zajęć z 19 czerwca 2003 roku, podczas dwóch następujących po sobie lekcjach języka angielskiego uczniowie utrudniali prowadzenie lekcji nauczycielowi, zaczepiali go i wyśmiewali. Podczas zajęć uczniowie między innymi założyli nauczycielowi kosz na głowę, wytarli jego twarz gąbką do tablicy oraz markowali kopnięcia w twarz. Nauczyciel angielskiego po zakończeniu roku szkolnego przeniósł się do innej szkoły, zaś o wydarzeniu niechętnie rozmawiał z dyrektorką szkoły z obawy o zwolnienie z pracy. Trwające 47 minut nagranie zdobyła stacja telewizyjna TVN i toruńska redakcja Gazety Wyborczej.
Siedmiu uczniów znęcających się nad nauczycielem zostało relegowanych ze szkoły. Zwolniono również dwie wicedyrektorki Zespołu Szkół Budowlanych i Elektrycznych. W roku szkolnym 2002/2003 jedna z nich obejmowała stanowisko dyrektora szkoły, a druga była jej zastępczynią. W grudniu 2003 roku toruński Sąd Rejonowy uznał uczniów za winnych i nałożył na nich kary ograniczenia wolności.

## Kierunki kształcenia
Szkoła kształci w zawodach:
- technik budownictwa;
- technik budownictwa z projektowaniem użytkowym;
- technik dekarstwa;
- technik geodeta;
- technik logistyk;
- technik logistyk w służbach mundurowych;
- technik logistyk z oddziałami przygotowania wojskowego;
- technik teleinformatyk;
- dekarz;
- murarz tynkarz.

## Absolwenci
Absolwentem szkoły jest Marek Bernaciak, toruński opozycjonista związany ze środowiskiem podziemnego pisma młodzieży „Grześ”.